# Céphalisation

Système nerveux d'un bilatérien sous la forme d'un cordon nerveux avec des segments élargis (ganglions), et un "cerveau" à l'avant.

La céphalisation  (du grec kephale, « tête ») désigne la réunion des organes sensoriels et des structures pour se nourrir vers l'avant d'un animal en même temps qu'une concentration de son système nerveux, ce qui se traduit par la différenciation d'une tête. L'apparition de la prédation conduit à une course aux armements entre prédateurs (développement de stratégies de détection, de poursuite, etc.) et proies (développement de stratégies de fuite, de camouflage, etc.), et l'une des armes est la céphalisation. Cette tendance évolutive du regroupement de groupes de cellules nerveuses dans la région antérieure conduit à la formation d'un cerveau qui permet la coordination opérationnelle des organes d'avant en arrière et la réalisation de fonctions plus complexes.

## Caractéristiques
La céphalisation se retrouve chez bon nombre d'animaux bilatériens : ils possèdent en effet une symétrie bilatérale, et ont par conséquent trois axes de polarité : gauche et droite, dos et ventre et avant et arrière. À l'avant s'ouvre la bouche, à l'arrière l'anus. La tête, quand elle est présente, est à l'avant et inclut la bouche.
La plupart de ces bilatériens possèdent une tête, plus ou moins différenciée. Certains, comme les bivalves, n'ont pas de tête centralisée. Le système nerveux n'est pas toujours concentré : il est souvent simple et un vrai cerveau est plus rare, on en trouve en particulier chez les vertébrés ainsi que chez les céphalopodes (comme le poulpe).
Ce processus de céphalisation est bien marqué chez les Céphalopodes, les Arthropodes et les Chordés. Grossièrement, les ganglions de la tête sont devenus plus gros que leurs congénères localisés sur le corps de l'animal et ont fusionné pour donner une première ébauche de cerveau.

### Chez les arthropodes
La tête est individualisée chez les hexapodes dont certains, les insectes eusociaux, se comporte comme un super-organisme, doté d'une intelligence en essaim.
Elle est fusionnée avec le thorax pour former le céphalothorax, chez les crustacés et arachnides.
Des capacités cognitives (intégration spatio-temporelle, apprentissage olfactif, mémoire visuelle, numérosité, attention, processus mental qui s'apparente à de la catégorisation) sont reconnues chez les arthropodes dotés d'un cerveau compact et efficace, ces processus cognitifs nécessitant un nombre limité de neurones,.

### Chez les céphalopodes
Les céphalopodes ont un cerveau complexe associé à une bonne mémoire visuelle et des comportements spécifiques élaborés (voir l'intelligence des céphalopodes). Contrairement aux vertébrés, leurs axones sont non myélinisés et ne peuvent servir de support à une signalisation de longue portée, économique et rapide.

### Chez les vertébrés

#### Chez les crâniates
Chez les crâniates (dont font partie les vertébrés) la tête est protégée par un crâne. Chez les gnathostomes (vertébrés à mâchoire) une mâchoire se différencie et est incluse dans la tête. L'accroissement de taille implique un métabolisme plus exigeant (voir règle de Cope), une meilleure perception de l'environnement et une meilleure coordination des organes afin de repérer les proies, les capturer et les digérer. Cette exigence est résolue par une augmentation de la céphalisation et un cerveau plus important chez les vertébrés. Le cerveau permet la réalisation de fonctions plus complexes, comme le traitement fin de l'information sensorielle (la formation des images par exemple), l'apprentissage et la mémorisation et, ultimement, la prise de conscience de soi (voir l'intelligence des vertébrés). 

## Cladogramme
|                           | \| Tunicata \| \| \| \| Vertebrata (intelligence) \| \| \| |
|                           |                                                            |
| Tunicata                  |                                                            |
|                           |                                                            |
| Vertebrata (intelligence) |                                                            |
|                           |                                                            |

| Tunicata                  |
|                           |
| Vertebrata (intelligence) |
|                           |

|                           | \| Tunicata \| \| \| \| Vertebrata (intelligence) \| \| \| |
|                           |                                                            |
| Tunicata                  |                                                            |
|                           |                                                            |
| Vertebrata (intelligence) |                                                            |
|                           |                                                            |

| Tunicata                  |
|                           |
| Vertebrata (intelligence) |
|                           |

| Nematodes                 |
|                           |
| Arthropoda (intelligence) |
|                           |

| Vers plats                 |
|                            |
| Cephalopoda (intelligence) |
|                            |

| Nematodes                 |
|                           |
| Arthropoda (intelligence) |
|                           |

| Vers plats                 |
|                            |
| Cephalopoda (intelligence) |
|                            |

|                           | \| Tunicata \| \| \| \| Vertebrata (intelligence) \| \| \| |
|                           |                                                            |
| Tunicata                  |                                                            |
|                           |                                                            |
| Vertebrata (intelligence) |                                                            |
|                           |                                                            |

| Tunicata                  |
|                           |
| Vertebrata (intelligence) |
|                           |

|                           | \| Tunicata \| \| \| \| Vertebrata (intelligence) \| \| \| |
|                           |                                                            |
| Tunicata                  |                                                            |
|                           |                                                            |
| Vertebrata (intelligence) |                                                            |
|                           |                                                            |

| Tunicata                  |
|                           |
| Vertebrata (intelligence) |
|                           |

| Nematodes                 |
|                           |
| Arthropoda (intelligence) |
|                           |

| Vers plats                 |
|                            |
| Cephalopoda (intelligence) |
|                            |

| Nematodes                 |
|                           |
| Arthropoda (intelligence) |
|                           |

| Vers plats                 |
|                            |
| Cephalopoda (intelligence) |
|                            |

|                           | \| Tunicata \| \| \| \| Vertebrata (intelligence) \| \| \| |
|                           |                                                            |
| Tunicata                  |                                                            |
|                           |                                                            |
| Vertebrata (intelligence) |                                                            |
|                           |                                                            |

| Tunicata                  |
|                           |
| Vertebrata (intelligence) |
|                           |

|                           | \| Tunicata \| \| \| \| Vertebrata (intelligence) \| \| \| |
|                           |                                                            |
| Tunicata                  |                                                            |
|                           |                                                            |
| Vertebrata (intelligence) |                                                            |
|                           |                                                            |

| Tunicata                  |
|                           |
| Vertebrata (intelligence) |
|                           |

| Nematodes                 |
|                           |
| Arthropoda (intelligence) |
|                           |

| Vers plats                 |
|                            |
| Cephalopoda (intelligence) |
|                            |

| Nematodes                 |
|                           |
| Arthropoda (intelligence) |
|                           |

| Vers plats                 |
|                            |
| Cephalopoda (intelligence) |
|                            |

|                           | \| Tunicata \| \| \| \| Vertebrata (intelligence) \| \| \| |
|                           |                                                            |
| Tunicata                  |                                                            |
|                           |                                                            |
| Vertebrata (intelligence) |                                                            |
|                           |                                                            |

| Tunicata                  |
|                           |
| Vertebrata (intelligence) |
|                           |

|                           | \| Tunicata \| \| \| \| Vertebrata (intelligence) \| \| \| |
|                           |                                                            |
| Tunicata                  |                                                            |
|                           |                                                            |
| Vertebrata (intelligence) |                                                            |
|                           |                                                            |

| Tunicata                  |
|                           |
| Vertebrata (intelligence) |
|                           |

| Nematodes                 |
|                           |
| Arthropoda (intelligence) |
|                           |

| Vers plats                 |
|                            |
| Cephalopoda (intelligence) |
|                            |

| Nematodes                 |
|                           |
| Arthropoda (intelligence) |
|                           |

| Vers plats                 |
|                            |
| Cephalopoda (intelligence) |
|                            |

|                           | \| Tunicata \| \| \| \| Vertebrata (intelligence) \| \| \| |
|                           |                                                            |
| Tunicata                  |                                                            |
|                           |                                                            |
| Vertebrata (intelligence) |                                                            |
|                           |                                                            |

| Tunicata                  |
|                           |
| Vertebrata (intelligence) |
|                           |

|                           | \| Tunicata \| \| \| \| Vertebrata (intelligence) \| \| \| |
|                           |                                                            |
| Tunicata                  |                                                            |
|                           |                                                            |
| Vertebrata (intelligence) |                                                            |
|                           |                                                            |

| Tunicata                  |
|                           |
| Vertebrata (intelligence) |
|                           |

| Nematodes                 |
|                           |
| Arthropoda (intelligence) |
|                           |

| Vers plats                 |
|                            |
| Cephalopoda (intelligence) |
|                            |

| Nematodes                 |
|                           |
| Arthropoda (intelligence) |
|                           |

| Vers plats                 |
|                            |
| Cephalopoda (intelligence) |
|                            |

|                           | \| Tunicata \| \| \| \| Vertebrata (intelligence) \| \| \| |
|                           |                                                            |
| Tunicata                  |                                                            |
|                           |                                                            |
| Vertebrata (intelligence) |                                                            |
|                           |                                                            |

| Tunicata                  |
|                           |
| Vertebrata (intelligence) |
|                           |

|                           | \| Tunicata \| \| \| \| Vertebrata (intelligence) \| \| \| |
|                           |                                                            |
| Tunicata                  |                                                            |
|                           |                                                            |
| Vertebrata (intelligence) |                                                            |
|                           |                                                            |

| Tunicata                  |
|                           |
| Vertebrata (intelligence) |
|                           |

| Nematodes                 |
|                           |
| Arthropoda (intelligence) |
|                           |

| Vers plats                 |
|                            |
| Cephalopoda (intelligence) |
|                            |

| Nematodes                 |
|                           |
| Arthropoda (intelligence) |
|                           |

| Vers plats                 |
|                            |
| Cephalopoda (intelligence) |
|                            |

|                           | \| Tunicata \| \| \| \| Vertebrata (intelligence) \| \| \| |
|                           |                                                            |
| Tunicata                  |                                                            |
|                           |                                                            |
| Vertebrata (intelligence) |                                                            |
|                           |                                                            |

| Tunicata                  |
|                           |
| Vertebrata (intelligence) |
|                           |

|                           | \| Tunicata \| \| \| \| Vertebrata (intelligence) \| \| \| |
|                           |                                                            |
| Tunicata                  |                                                            |
|                           |                                                            |
| Vertebrata (intelligence) |                                                            |
|                           |                                                            |

| Tunicata                  |
|                           |
| Vertebrata (intelligence) |
|                           |

| Nematodes                 |
|                           |
| Arthropoda (intelligence) |
|                           |

| Vers plats                 |
|                            |
| Cephalopoda (intelligence) |
|                            |

| Nematodes                 |
|                           |
| Arthropoda (intelligence) |
|                           |

| Vers plats                 |
|                            |
| Cephalopoda (intelligence) |
|                            |

|                           | \| Tunicata \| \| \| \| Vertebrata (intelligence) \| \| \| |
|                           |                                                            |
| Tunicata                  |                                                            |
|                           |                                                            |
| Vertebrata (intelligence) |                                                            |
|                           |                                                            |

| Tunicata                  |
|                           |
| Vertebrata (intelligence) |
|                           |

|                           | \| Tunicata \| \| \| \| Vertebrata (intelligence) \| \| \| |
|                           |                                                            |
| Tunicata                  |                                                            |
|                           |                                                            |
| Vertebrata (intelligence) |                                                            |
|                           |                                                            |

| Tunicata                  |
|                           |
| Vertebrata (intelligence) |
|                           |

| Nematodes                 |
|                           |
| Arthropoda (intelligence) |
|                           |

| Vers plats                 |
|                            |
| Cephalopoda (intelligence) |
|                            |

| Nematodes                 |
|                           |
| Arthropoda (intelligence) |
|                           |

| Vers plats                 |
|                            |
| Cephalopoda (intelligence) |
|                            |